# Pierre Duharcourt
Pour les articles homonymes, voir Duharcourt.
Pierre Duharcourt, né le 11 juin 1941 à Bourges (Cher) et mort le 5 août 2012 à Ajaccio,, est un économiste et syndicaliste français.

## Biographie

### Jeunesse et formations
Après un baccalauréat mathématiques élémentaires, il intègre la classe de mathématiques supérieures au lycée Louis-le-Grand. Il prépare les concours des Grandes écoles et intègre l’École nationale supérieure des mines de Nancy dont il sort ingénieur civil en 1964. 
Parallèlement à ce cursus, il entame à la faculté de droit de Nancy des études de sciences économiques. Il soutient un doctorat d'État ès Sciences Économiques en 1969 (sur "la Fonction d'investissement") et devient en 1970 lauréat de l’agrégation de l'enseignement supérieur. 

### Parcours universitaire
Marié et père de 4 enfants, il est assistant de sciences économiques à l’Université Nancy-II et à l’École des mines de Nancy de 1964 à 1967. 
En 1967 et 1968 il effectue son service militaire comme élève-officier dans les transmissions. Les manifestations et les grèves de Mai 68 surviennent alors qu’il est en permission à Paris. Esprit libre et indépendant, il fait le choix d'une carrière universitaire plutôt que celle d'ingénieur. 
Il devient assistant à Paris I et soutient son doctorat et obtient l'agrégation. Il est alors nommé maître de conférences à Yaoundé au Cameroun puis, très vite, à Reims où il devient professeur des universités de 1re classe (il accédera ensuite à la classe exceptionnelle). Par la suite, il rejoint l'Université Paris-Est Marne-la-Vallée lors de la création de cette nouvelle université.
Comme professeur des Universités, il a été également doyen de la Faculté de sciences économiques et de gestion de l'Université de Reims Champagne-Ardenne puis directeur de l'Unité de formation et de recherche de sciences économiques et de gestion de l'Université Paris-Est Marne-la-Vallée, dirigeant successivement le laboratoire Analyse des Systèmes à Reims et le laboratoire Organisation et Efficacité de la Production à Marne-la-Vallée. Ses principaux travaux portent sur la conjoncture économique, les problèmes de régulation et de la crise du capitalisme.

### Carrière syndicale
Très tôt, comme étudiant d'abord puis dès sa nomination comme assistant, il s'engage dans l’action militante syndicale. Adhérent au Syndicat national de l'enseignement supérieur (SNESup), il y exerce des responsabilités nationales dès 1973 et de 1977 à 1983, il en est le secrétaire général. Défendant une conception du syndicalisme en prise constante avec le métier et le milieu professionnel à l'opposé de la conception du permanent syndical éloigné de la réalité du terrain, il a toujours mené conjointement ses activités professionnelles d'enseignant-chercheur, à l’université de Reims puis à celle de Marne-la-Vallée, et de militant syndical au SNESup.
Il fut le secrétaire général du SNESup (Syndicat national de l'enseignement supérieur) affilié à l'époque à la Fédération de l'Éducation nationale), de 1977 à 1983. C'est au cours de cette période que fut obtenue la titularisation des assistants non titulaires, que fut organisée la résistance à la loi dite Sauvage puis, après 1981, amorcée l'élaboration de la loi sur l'enseignement supérieur et la recherche, dite loi Savary. Il a été ensuite co-secrétaire général de la FSU (Fédération Syndicale Unitaire) en 2000-2001.
Parallèlement, tout en poursuivant ses activités militantes et professionnelles, il fut un membre actif du Conseil économique et social (CES, aujourd'hui CESE) de 1999 à 2010 où il a représenté la FSU dès que celle-ci obtint un siège dans cette assemblée. Membre de la section des questions économiques générales et de la conjoncture, il présenta devant l'assemblée du CES plusieurs rapports sur la "Conjoncture Economique et Sociale" et sur la "Croissance potentielle et le développement" témoignant, dans cette assemblée plurielle de son refus de l'enfermement dans des prétendus "remèdes" dogmatiques quels qu'ils soient, et de son sens du dialogue. La FSU ne pouvant à elle seule constituer un groupe, le groupe des personnalités qualifiées avait accepté de l'intégrer en son sein.

### Carrière politique
Membre pendant un temps du Parti communiste français et de sa section économique, il fut aussi, entre 1983 et 1984, membre du cabinet d'Anicet Le Pors, ministre de la fonction publique et des réformes administratives.

### Mort
Pierre Duharcourt est mort brutalement dans la nuit du 5 au 6 août 2012, alors que, bien que retraité, il poursuivait toujours ses activités de chercheur et de militant syndicaliste. Sa disparition a suscité de nombreux hommages où sa contribution théorique aux questions économiques et à la réflexion marxiste, ainsi que son apport au syndicalisme ont été unanimement soulignés.
Depuis le 5 décembre 2013 et le colloque « Quel avenir pour le métier d'enseignant-chercheur ? » organisé par l'université de Reims Champagne-Ardenne et l'institut de recherche de la FSU en hommage à son œuvre, l'amphithéâtre, consacré à la recherche, du bâtiment 13 du campus Croix-Rouge de cette université est désormais nommé Pierre-Duharcourt.